# Степановка (Кременчугский район)
Степановка (укр. Степанівка) — село, Степановский сельский совет, Кременчугский район, Полтавская область, Украина.
Код КОАТУУ — 5324587201. Население по переписи 2001 года составляло 541 человек.
Является административным центром Степановского сельского совета, в который, кроме того, входит село Буромка.

## Географическое положение
Село находится на берегу реки Кривая Руда, выше по течению примыкают сёла Буромка и Кривая Руда, ниже по течению на расстоянии в 4 км расположено село Струтиновка.

## История
Стефановская церковь известна с 1763 года.
Обозначено на карте 1787 года.

## Экономика
- ЧП «Гранит-Агро»
- ООО «Степановское»
- ЧП «Колос»

## Объекты социальной сферы
- Школа